# إدوارد كوتر
إدوارد كوتر هو عداء مسافات طويلة كندي، (و. 1887 – 1973 م).

## وصلات خارجية
- إدوارد كوتر على موقع أوليمبيديا (الإنجليزية)